# Partito Repubblicano, Radicale e Radical-Socialista
Il Partito Repubblicano, Radicale e Radical-Socialista (in francese: Parti républicain, radical et radical-socialiste, PRRRS), più comunemente chiamato Partito Radical-Socialista, è stato un partito politico francese fondato nel 1901.
Repubblicano, di tradizione radicale, fermo difensore della proprietà privata e della laicità, è stato un partito intermedio tra la sinistra e la destra, disponibile ad allearsi con i socialisti o con i conservatori a seconda delle circostanze. I radicali erano considerati all'inizio della Terza Repubblica molto a sinistra in confronto a moderati, clericali, orleanisti, bonapartisti o legittimisti. Con l'apparizione dei socialisti, occuparono comunque una posizione centrale e preminente nel panorama politico francese.
Il movimento si è diviso dagli anni '70, per divergenza sulle alleanze con il Partito Comunista Francese, in due tronconi che costituiscono il Partito Radicale di Sinistra e il Partito Radicale detto Valoisien, diviso tra gollisti e Movimento Radicale (Social-Liberale).

## Storia

### Origini
I radicali in Francia esistono ideologicamente dall'inizio dell'Ottocento, con grandi figure politiche quali Alexandre Ledru-Rollin e Louis Blanc. Il nome "radicale" deriva dal fatto che questa corrente di pensiero raggruppava i repubblicani radicali, che sedevano al parlamento con i repubblicani moderati, i repubblicani cattolici e le tre correnti monarchiche. All'epoca i radicali si trovavano quindi all'estrema sinistra dello schieramento politico.

#### La Monarchia di luglio
Nel 1843, sotto la Monarchia di luglio, i radicali si unirono dietro Alexandre Ledru-Rollin e parteciparono alla nascita della Seconda Repubblica francese. Sostennero le grandi riforme del 1848: l'adozione del suffragio universale, l'abolizione della schiavitù, la libertà di stampa, il diritto di riunione.
I radicali si opposero al regime di Napoleone III. Dal 1868 furono guidati da Léon Gambetta. Il loro programma, enunciato da Gambetta in un celebre discorso nel 1869 a Belleville (e perciò detto "Programma di Belleville"), si incentrava sul ristabilimento delle libertà pubbliche e sul ritorno al suffragio universale.

#### 1870 - 1901
Nel 1870, fu Gambetta a proclamare la Repubblica a Versailles, dopo la sconfitta di Napoleone III nella guerra contro la Prussia. I radicali dovettero però scendere a patti con i monarchici orleanisti, partito di destra e maggioritario, guidato da Adolphe Thiers, che represse nel sangue la Comune di Parigi. Adolphe Thiers, Mac-Mahon e i repubblicani moderati raccolsero poi la maggioranza nelle successive elezioni legislative; i radicali costituirono dunque l'opposizione progressista.
La Terza Repubblica francese, stabilizzatasi definitivamente a partire dal 1875, vide i radicali incarnare in particolare l'anticlericalismo e l'opposizione all'espansione coloniale della Francia. Georges Clemenceau e ancora Léon Gambetta furono le figure più rilevanti.

#### Fondazione
Alla sua nascita, il 21 giugno 1901, a Parigi, il Partito Repubblicano, Radicale e Radical-Socialista fu il primo grande partito politico a scala nazionale fondato in Francia. Fino ad allora, in effetti, esistevano solo gruppi parlamentari di diverse tendenze politiche e comitati elettorali locali ancora più eterogenei. L'idea di riunire a livello nazionale, in uno stesso partito gli eletti e i militanti della stessa tendenza, era un concetto rivoluzionario.
Era un assemblaggio eterogeneo di comitati elettorali, di logge massoniche, di sezioni della Lega francese per la difesa dei diritti dell'uomo e del cittadino, della Lega francese dell'insegnamento, in cui la tendenza di sinistra sembrava in quel momento maggioritaria.
La dichiarazione di chiusura del primo congresso, letta da Camille Pelletan, servì da base del programma politico rivendicato dai radicali durante i primi anni del Novecento. Questa dichiarazione insisteva sull'unione a sinistra, la nazionalizzazione dei grandi monopoli, la separazione tra Stato e Chiesa e la creazione di una imposta egualitaria basata sul reddito.
Ottenendo un grande successo alle elezioni legislative del 1902 e divenendo il perno della politica della Terza Repubblica, il Partito radicale riuscì ad applicare parzialmente il proprio programma tramite una alleanza con i socialisti di Jean Jaurès; il governo guidato dal radicale Émile Combes promosse alcune grandi riforme:
- la legge di separazione tra Stato e Chiesa, del 1905, proposta da Combes;
- creazione dell'imposta sul reddito, su impulso di Joseph Caillaux;
- instaurazione della gratuità dell'insegnamento secondario, condotta da Édouard Herriot.

Nel 1907, al congresso di Nancy, il partito adottò infine un vero e proprio programma politico (presentato da una commissione il cui portavoce era Édouard Herriot). Nettamente ancorato a sinistra, confermato al congresso di Pau nel 1913, questo programma, con qualche ammodernamento, sarà il fondamento del programma politico del partito per più di cinquant'anni.
Esso sosteneva una politica laica e anticlericale, rappresentata dall'azione del Presidente del Consiglio Émile Combes (1902–1905) che porterà alle leggi di separazione tra Stato e Chiesa, siglate dal governo di Aristide Briand. Elogia i meriti della proprietà privata: in effetti, i radicali vedevano nell'accesso dei salariati alla proprietà il rimedio ai problemi della società industriale.
Tra le due guerre, una gran parte dei francesi si riconoscevano nelle idee che il partito difendeva. Innanzitutto, un attaccamento profondo alla nazione e al sistema repubblicano, identificato con il sistema parlamentare, inoltre una concezione della Repubblica indissolubilmente laica senza settarismi; la laicità è eretta a fondamento della Repubblica, dove l'istruzione fornita dalla scuola è il motore del progresso sociale. Tutto questo unito a una concezione umanista della società e della politica.

### Il funzionamento del partito
Il Partito era soprattutto una macchina elettorale, dominata dai notabili e dai parlamentari. Questi, membri di diritto del Comitato Esecutivo eletto ogni anno da un congresso, si servivano del partito solo per le elezioni. Nei fatti la struttura del partito rimaneva estremamente ridotta.
Durante il congresso di fondazione a Parigi il Partito radicale prese la sua forma particolare, che rimase pressoché invariata nel corso della Terza e Quarta Repubblica francese. Fin dalle prime ore i delegati al congresso decisero che l'unità di base sarebbe stata il comitato: per costituire un comitato bastavano dieci membri aderenti.
I comitati erano quindi raggruppati a livello di cantone, allo stesso modo a livello superiore di arrondissement e poi di circoscrizione. Il partito era dunque a base geografica; l'insieme degli organismi all'interno di un dipartimento formava una federazione.
A questa federazione aderivano i comitati, gli organi di stampa e ogni altra struttura che volesse associarsi al partito. A capo di questa organizzazione piramidale vi era un "Comitato Esecutivo", che era responsabile della direzione e dell'amministrazione del partito tra ogni congresso. Era infatti proprio il congresso a essere l'istanza suprema del partito.
Il "Comitato Esecutivo" comprendeva membri di diritto, come i parlamentari o i notabili locali. Designavano un ufficio politico di trentatré componenti che eleggeva un presidente che assumeva sia la carica di presidente dell'ufficio politico che di presidente del partito. Nei suoi statuti il Partito radicale prevedeva che il suo presidente fosse eletto per un anno. Il primo fu Gustave Mesureur. Questa procedura fu sostanzialmente mantenuta, fino all'arrivo di Édouard Herriot.
Il suo elettorato abituale si trovava negli ambienti piccolo borghesi e tra i contadini delle regioni a sud della Loira. Una base solida per un partito che puntava, innanzitutto, a governare.

### Il partito tra le due guerre
Il Partito radicale vide il suo apogeo tra le due guerre mondiali. Il suo peso nella vita politica francese era considerevole. Così, sui quarantadue governi che si sono succeduti durante questo periodo, tredici furono presieduti da radicali (Camille Chautemps ne presiedette quattro, tre ciascuno Édouard Daladier e Édouard Herriot, Albert Sarraut due e Théodore Steeg uno).
La sua azione rimase preponderante nel campo dell'istruzione grazie a due delle sue figure di punta: Édouard Herriot e Jean Zay. Come conseguenza diretta di questa azione numerosi intellettuali aderirono al partito o ne furono simpatizzanti (come per esempio il filosofo Alain).
Sul piano interno, la vita del partito fu segnata dai contrasti tra Herriot e Caillaux e in seguito tra Herriot e Daladier. Inoltre la costituzione di una corrente detta "Sinistra radicale" all'interno del partito, movimento che univa i parlamentari contrari alla disciplina di partito, marcò l'ancoraggio a sinistra del gruppo parlamentare.

#### La difesa della Repubblica e l'orientamento a sinistra
Nel 1927 Édouard Daladier prese il posto di Édouard Herriot alla guida del partito. A capo dell'ala sinistra del partito, favorì l'alleanza dei radicali con le altre forze progressiste (in particolare i socialisti della SFIO) nel Cartello delle Sinistre del 1924.
Con il ritorno di Édouard Herriot alla testa del partito nel 1931, il Partito radicale imboccò una nuova strada. Restava, e lo rivendicava, un partito di sinistra, cosa che lo portava molto naturalmente a praticare la "disciplina repubblicana" delle desistenze reciproche a vantaggio dei socialisti. Ma, al governo, si comportò come un partito del "giusto mezzo", capace di unire intorno a sé la maggioranza dei francesi favorevoli a una Repubblica tradizionale, lontana dagli estremi, sia reazionari che rivoluzionari.
Dopo aver partecipato all'elaborazione e alla costruzione del Fronte popolare nel 1936 (nel quale i radicali divennero minoritari a causa del successo elettorale della SFIO), fu il Partito radicale a decretarne la fine nel 1938. Ma questa politica antinomica spinse i radicali, quando erano al potere, all'immobilismo causato dalla contraddizione permanente tra la sua maggioranza e la sua politica. Quando tentavano di uscire da questo immobilismo, i governi venivano immediatamente rovesciati. Lo sbocco di questa paralisi politica fu la rivolta del 6 febbraio 1934 che portò alla stessa conclusione del panico finanziario del 1926: i radicali persero il potere a vantaggio della destra.
In definitiva i membri del partito erano tentati da una politica di sinistra ma il partito, al governo, praticava spesso una politica di destra.
Da qui si comprende come Édouard Daladier fosse stato portato a negoziare gli accordi di Monaco e a farli accettare al suo partito durante il famoso XXXV Congresso di Marsiglia, che fu segnato dal tragico incendio delle Nouvelles Galeries.

### Il Partito Radicale durante la seconda guerra mondiale
Dopo la disfatta del giugno 1940, la maggioranza dei parlamentari del Partito radicale, come del resto la maggioranza di tutti i parlamentari, votarono il 10 luglio 1940 i pieni poteri al maresciallo Philippe Pétain, ma una minoranza vi si oppose. Vincent Badie in particolare scrisse una protesta contro quella che prevedeva sarebbe divenuta una dittatura. Tentò di salire sul palco del Grand Casinò di Vichy dove era riunito il Parlamento, ma secondo regolamento gli fu impedito di parlare. Molti degli 80 parlamentari che votarono contro i pieni poteri a Pétain erano radicali.
Sotto l'occupazione, numerosi radicali furono vittime del regime di Vichy, che cercava i responsabili della sconfitta tra i ministri dei governi della Terza Repubblica. Édouard Herriot fu destituito dal suo incarico di sindaco di Lione. Édouard Daladier subì il processo di Riom. Jean Zay e Maurice Sarraut furono assassinati dalla Milice française. Numerosi radicali si impegnarono con decisione nella Resistenza; tra di loro Jean Moulin e Pierre Mendès France, ma anche Henri Queuille, Paul Anxionnaz, René Mayer e René Cassin, futuro redattore la Dichiarazione universale dei diritti dell'uomo. Una parte del partito tuttavia appoggiava Philippe Pétain e Pierre Laval.
A partire dal 1943 il Partito radicale dell'Africa del Nord ebbe un ruolo importante nel Comitato Francese di Liberazione Nazionale (CFLN), il cui vicepresidente era Henri Queuille.

### La Quarta Repubblica
Il Partito radicale riprese il suo ruolo di formazione politica perno delle alleanze, sebbene subì rapidamente la concorrenza del MRP, nuova formazione centrista, mentre la SFIO rimase la principale formazione della sinistra non comunista. Decise quindi di costituire il Raggruppamento delle Sinistre Repubblicane, insieme a diverse altre formazioni centriste e liberali come l'Unione Democratica e Socialista della Resistenza, che alle elezioni legislative in Francia del 1951 ottenne il 10%.
Appoggiò il processo di costruzione europea e favorì una decolonizzazione ragionata e progressiva. Nonostante la presenza di personalità come Henri Queuille, Edgar Faure, Félix Gaillard o Pierre Mendès France, il partito si trovò un po' marginalizzato nello schema politico e patì forti dissensi interni tra l'ala sinistra e i centristi, che si avvicinarono sempre più al centrodestra. Il fallimento del rinnovamento iniziato da Pierre Mendès France lo portò a rassegnare le dimissioni nel 1957, preannunciarono dieci anni difficili per il partito.

### La Quinta Repubblica: lo spostamento verso il centrodestra
La Quinta Repubblica fu elettoralmente disastrosa per il Partito radicale, che conobbe un forte arretramento alle elezioni legislative, dopo essersi fieramente opposto al ritorno al potere di Charles de Gaulle e all'adozione della nuova costituzione. Nelle elezioni del 1958 ottenne solo 13 deputati. Il 27 maggio 1959 Jean Berthoin, ministro dell'Interno del governo di Michel Debré, rassegnò le dimissioni: il Partito radicale non era più presente al governo.
Alle legislative del 1962 il Partito radicale fece parte del "cartello dei no" e conquistò 23 deputati. Tra il 1965 e il 1968 costituì, insieme alla SFIO, la Federazione della Sinistra Democratica e Socialista. Il posizionamento centrista, la tradizione di sinistra e la tendenza a spostarsi verso destra rendevano il partito difficilmente decifrabile dall'elettorato, che ormai si divideva in due blocchi distinti: a destra intorno ai gollisti e a sinistra intorno ai socialisti e ai comunisti. 
Pierre Mendès France, dopo il fallimento del suo tentativo di tenere il partito a sinistra, si allontanò definitivamente dal partito con le elezioni presidenziali del 1969, in cui appoggiò il candidato socialista Gaston Defferre accreditandosi come possibile futuro primo ministro. Defferre ottenne però solo il 5%, non passando il primo turno; Mendès France entrò poco dopo in quello che sarebbe divenuto il Partito Socialista. 
Il 7 maggio 1969 il comitato esecutivo del Partito radicale votò il sostegno a Alain Poher, del Centre Démocrate, allora presidente della Repubblica ad interim, per l'elezione presidenziale. Raccogliendo pochi voti in più del comunista Jacques Duclos al primo turno, Poher fu poi nettamente battuto al ballottaggio da Georges Pompidou.
Nel 1969 Jean-Jacques Servan-Schreiber prese la guida del partito e diede un nuovo volto emblematico ai radicali. Tuttavia al congresso di Suresnes (15-17 ottobre 1971) due logiche si affrontarono: quella di Jean-Jacques Servan Schreiber, favorevole a una strategia di alleanza per un centrismo riformatore (431 voti), e quella di Maurice Faure, favorevole a una unione a sinistra (237 voti). Nel 1972 il partito subì la conseguente scissione: una parte seguì il suo leader aderendo al Movimento Riformatore, l'altra creò sotto la direzione di Robert Fabre il Movimento dei radicali di sinistra, che poi diverrà il Partito Radicale di Sinistra, firmatario del "programma comune" con socialisti e comunisti. Dopo il distacco dei socialisti dai comunisti, Servan-Schreiber si riavvicinò al PS, divenendo un collaboratore di François Mitterrand e lasciando il Movimento riformatore nel 1979 (senza tuttavia aderire ad altre formazioni).
Da quel momento entrambi i partiti si dicono gli eredi del Partito radicale, il Partito Radicale detto «valoisien», il continuatore da un punto di vista legale ed erede del Movimento Riformatore, e il Partito Radicale di Sinistra, che proclama di esserne l'erede politico. Queste due fazioni restano tuttavia legate dal fatto di formare al Senato il gruppo Raggruppamento Democratico e Sociale Europeo, il più antico gruppo parlamentare francese.

## Ideologia
Il radicalismo possiede una visione specifica dell'organizzazione sociale e umana fondata sul primato dell'individuo. Trae le sue origini nella storia stessa della Repubblica francese a cui è strettamente legato. La professione di fede del radicalismo si compone di cinque punti: «laicità, solidarietà, umanesimo, tolleranza, universalismo».

## Principali personalità radicali

### Presidenti del partito
- 1901–1902: Gustave Mesureur
- 1902–1903: Jean Dubief
- 1903–1904: Maurice-Louis Faure
- 1904–1905: Maurice Berteaux
- 1905–1906: Émile Combes
- 1906–1907: Camille Pelletan
- 1907–1908: Auguste Delpech
- 1908–1909: Louis Lafferre
- 1909–1910: Ernest Vallé
- 1910–1913: Émile Combes
- 1913–1914: Joseph Caillaux
- 1917–1918: Charles Debierre
- 1918–1919: André Renard
- 1919–1926: Édouard Herriot
- 1926–1927: Maurice Sarraut
- 1927–1931: Édouard Daladier
- 1931–1936: Édouard Herriot
- 1936–1939: Édouard Daladier
- 1944–1948: Théodore Steeg
- 1948–1953: Édouard Herriot (presidente amministrativo: Léon Martinaud-Déplat)
- 1955–1957: Édouard Herriot (primo vicepresidente: Pierre Mendès France)
- 1957–1958: Édouard Daladier
- 1958–1961: Félix Gaillard
- 1961–1965: Maurice Faure
- 1965–1969: René Billères
- 1969–1971: Maurice Faure

### Personalità rilevanti
- Alain (filosofo)
- Léon Bourgeois
- Maurice Bourgès-Maunoury
- Cécile Brunschvicg
- Ferdinand Buisson
- Joseph Caillaux
- Gratien Candace
- Charles Chaumet
- Camille Chautemps
- Georges Clemenceau
- Pierre Cot
- Édouard Daladier
- Jean-Baptiste Laumond
- Paul Doumer
- Robert Fabre
- Edgar Faure
- Félix Gaillard
- Édouard Herriot
- Constant Lecœur
- Pierre Mendès France
- Gaston Monnerville
- Jean Moulin
- Camille Pelletan
- Gaston Riou
- Albert Sarraut
- Jean-Jacques Servan-Schreiber
- Jean Zey

## Risultati elettorali
| Elezione               | Elezione  | Voti       | %          | Seggi     |
| ---------------------- | --------- | ---------- | ---------- | --------- |
| Legislative 1902       | Camera    | 1 842 387  | 21,9       | 129 / 589 |
| Legislative 1906       | Camera    | 2 514 508  | 28,5       | 132 / 583 |
| Legislative 1910       | Camera    | 2 966 800  | 34,7       | 149 / 590 |
| Legislative 1914       | Camera    | 2 930 018  | 34,7       | 192 / 601 |
| Legislative 1919       | Camera    | 1 420 381  | 17,4       | 86 / 613  |
| Legislative 1924       | Camera    | 1 612 581  | 17,9       | 118 / 581 |
| Legislative 1928       | Camera    | 1 682 543  | 17,8       | 100 / 604 |
| Legislative 1932       | Camera    | 1 964 384  | 20,5       | 160 / 607 |
| Legislative 1936       | Camera    | 1 422 611  | 14,5       | 110 / 610 |
| Legislative 1945       | Assemblea | 2 018 665  | 10,5       | 71 / 586  |
| Legislative 1946 (Giu) | Assemblea | Nel RGR    | Nel RGR    | 32 / 586  |
| Legislative 1946 (Nov) | Assemblea | Nel RGR    | Nel RGR    | 43 / 620  |
| Legislative 1951       | Assemblea | Nel RGR    | Nel RGR    | 74 / 627  |
| Legislative 1956       | Assemblea | 2 389 163  | 10,9       | 58 / 627  |
| Legislative 1958       | Assemblea | 1 669 890  | 8,4        | 35 / 576  |
| Legislative 1962       | Assemblea | 1 189 291  | 7,8        | 41 / 482  |
| Legislative 1967       | Assemblea | Nella FGDS | Nella FGDS | 121 / 490 |
| Legislative 1968       | Assemblea | Nella FGDS | Nella FGDS | 57 / 485  |